# Río Dubra
El río Dubra es un río del noroeste de la península ibérica que discurre por la provincia de La Coruña, Galicia, España, 

## Curso
Afluente del Tambre por su margen derecha, nace en los montes del Castelo, en la parroquia de Angeriz (concejo de Tordoya). Sigue su curso la dirección N-S, y desemboca en Portomouro tras recorrer 15 km.

## Etimología
Según E. Bascuas, "Dubra" es una forma derivada del tema  celta *dubra 'agua'.

## Afluentes
- Arroyo Abelenda